# ريكاردو فيلازكيز بوسكو
ريكاردو فيلازكيز بوسكو (بالإسبانية: Ricardo Velázquez Bosco)‏ هو عالم آثار ومهندس معماري وعالم إنسان إسباني، ولد في 21 مارس 1843 في برغش في إسبانيا، وتوفي في 31 يوليو 1923 في مدريد في إسبانيا.